# Qualcosa di nuovo (album)
Qualcosa di nuovo è il quinto album in studio del cantautore italiano Max Pezzali, il decimo della sua carriera solista e il ventunesimo in totale, considerando 
gli album degli 883, pubblicato il 30 ottobre 2020 dalla Warner Music Italy.
L'album sarebbe dovuto uscire nella primavera del 2020, ma a causa della pandemia di Covid-19 la sua uscita è stata rinviata in autunno.

## Tracce
Testi e musiche di Max Pezzali, eccetto dove indicato.
1. Qualcosa di nuovo – 3:03 (Max Pezzali, Michele Canova Iorfida, Jacopo Ettorre)
2. Non smettere mai – 4:01
3. 7080902000 (feat. J-Ax) – 3:40 (Max Pezzali, Alessandro Aleotti)
4. I ragazzi si divertono – 3:27
5. Più o meno a metà – 3:31
6. In questa città – 3:24
7. Se non fosse per te – 3:52
8. Sembro matto (feat. Tormento) – 4:00 (Max Pezzali, Massimiliano Cellamaro)
9. Noi c'eravamo – 4:12
10. Siamo quel che siamo (feat. GionnyScandal) – 3:18 (Max Pezzali, Gionata Ruggieri)
11. Il senso del tempo – 3:21
12. Welcome to Miami (South Beach) – 3:23 (Max Pezzali, Massimiliano Dagani)

## Formazione
- Max Pezzali – voce
- Michele Canova Iorfida – programmazione, sintetizzatore
- Andrew Synowiec – chitarra
- Riccardo Onori – chitarra
- Alex Alessandroni – pianoforte
- Andrea Mariano – programmazione, sintetizzatore
- Davide Ferrario – chitarra, sintetizzatore, basso, cori
- Lucio Enrico Fasino – basso
- Giordano Colombo – batteria
- Boss Doms – chitarra, programmazione
- Gigi Barocco – chitarra, programmazione, sintetizzatore
- Bruno Belissimo – basso
- Alessandro Branca – archi, pianoforte, basso
- Big Fish – programmazione
- Ernesto Ghezzi – pianoforte
- Gemelli di Guidonia – cori

## Classifiche
| Classifica (2020) | Posizione massima |
| ----------------- | ----------------- |
| Italia            | 3                 |